# Ficus killipii
Ficus killipii är en mullbärsväxtart som beskrevs av Paul Carpenter Standley. Ficus killipii ingår i släktet fikonsläktet, och familjen mullbärsväxter. Inga underarter finns listade i Catalogue of Life.